# Timár-rendszer
A timár-rendszer az Oszmán Birodalom földbirtoklási rendszere volt. Fő eleme, a timár a tartományi lovaskatonák és más állami tisztségviselők szolgálati birtoka, javadalmazásuk legfontosabb eszköze, földadóbérlet volt. Az európai feudális hűbérbirtokoktól eltérően ezeknek a tulajdonjogát a szultán megtartotta, nem voltak örökölhetőek.

## Tartalma
Az Oszmán Birodalom ázsiai típusú társadalmi rendszerében a földmagántulajdon szinte egyáltalán nem létezett. Az eredetleg nomád oszmán törökség által meghódított minden föld az államot megtestesítő szultáné lett, aki ebből biztosította kincstárának bevételeit, valamint katonáinak és tisztségviselőinek javadalmazását úgy, hogy szolgálati birtokokat biztosított nekik birtokjog nélkül, csak a jövedelmek élvezésére. Az adományt a szultán bármikor visszavonhatta, a birtokot másnak adhatta, vagy a kedvezményezettnek másik birtokot jelölhetett ki. A birtokok nem voltak örökölhetők, de nem ritkán előfordult, hogy a szpáhi fia apja helyébe lépett a szultán szolgálatában és megkapta apja timar-birtokát.
A timar-rendszer keretében kiutalt földbirtokok tartalmazhattak parasztok által művelt területeket, megműveletlen földeket, gyümölcsösöket, erdőket, vizeket egyaránt. A szpáhik általában helyetteseket, megbízottakat (kethüda) alkalmaztak a jövedelmek behajtására, a birtokok igazgatására. Földeket kaptak saját családjuk, kíséretük és lovaik ellátására is. Felelősséggel tartoztak a földek műveléséért, jutalmat kaptak, ha az üres területeket betelepítették, de megbüntették őket, ha a lakott területek kiüresedését okozták. Rendfenntartói hatalmuk volt, de ítéleteket önállóan nem hozhattak. Oltalmazniuk kellett a helyi parasztokat, lakosokat és legfőbb kötelességük volt csatlakozni a szultánok által indított hadjáratokhoz. Ha egy szpáhi hét évig nem vett részt hadjáratokban, elvesztette birtokát. Ha azonban állami szolgálatban maradt és újra csatlakozott a hadjáratokhoz, új birtokot kaphatott.

## Eljárás
A 15–16. századra a meghódított területek felmérése, a földek kiosztása rendkívül bonyolult, bürokratikus rendszeré vált. 
Először kineveztek egy adminisztrátort (emin), aki egy írnok és egy bíró (kádi) kíséretében felmérte a földeket és beszerzett minden lehetséges dokumentációt azokról és jogi állapotukról. Ezeket az információkat összegezték és leírták a kanunname nevű dokumentumban. A folyamat során kezelni kellett a a helyi hagyományok és jogrendszer problémáit, konzultáltak a helyi vezetőkkel. A felmérés eredményeképpen  fővárosban a szultán nevében meghozták a döntéseket, kiosztották a földeket és falvakat a hódításban részt vett katonák között.

## Fajtái
Mérete alapján háromféle török földbirtok létezett.
A tímárbirtok főleg a szpáhik részére a szultán nevében adott katonai szolgálati birtok, aminek éves jövedelme a 20 ezer akcsét nem haladta meg. Két formája volt. A kisebb tezkeresziz a területileg illetékes beglerbég által is adományozható volt, míg a tezkereli csak a Magas Porta (nagyvezír) által. A birtokosnak minden évi 3 ezer akcse többletjövedelem után egy jól felszerelt lovast (dsebeli) kellett kiállítania.
A ziámet évi 20 és 100 ezer akcse között jövedelmező szolgálati birtok volt, a középvezetőket javadalmazták vele. Tulajdonosát parancsnoknak (záim) nevezték, s minden 4-5 ezer akcse után kellett egy dsebelit kiállítania.
A khászbirtok (szó szerint saját tulajdonú dolog) elsősorban a szultán saját birtoka, másrészt az évi 100 ezer akcsénél többet jövedelmező szolgálati birtok volt. A vezírek, beglerbégek és más magas rangú tisztek javadalmazására szolgált. Szultáni hászok voltak Magyarországon a városok, ami nagy előnyt jelentett azért, mert tulajdonosuk ritkán változott, átalány-adózhattak és belső önkormányzattal rendelkeztek.

## Problémák és hanyatlás
A rendkívül bonyolult rendszer már a 16. században sok problémát okozott. A timár-birtokosok és igénylők növekvő számával nem tartottak lépést a hódítások.
1528-ban a szpáhik alkották az oszmán hadsereg zömét. Felelősek voltak saját maguk és kíséretük ellátásáért, felszerelésükért. A haditechnikai fejlődés azonban megkérdőjelezte hasznosságukat. A Habsburgok és Perzsia ellen vívott háborúk egyre inkább hivatásos hadsereget követeltek meg. A lovak helyett ágyúkra, ehhez viszont pénzre volt szüksége a kincstárnak. A 17. század elején a timár-birtokosoktól már inkább pénzt szedtek katonáskodásuk kiváltására. A szpáhik lassan kihaltak, birtokaik visszaszálltak az államra, és a központi kormányzat inkább hivatásos adószedőknek adta ki a pénzbegyűjtés feladatait.

## Fordítás
Ez a szócikk részben vagy egészben  a   Timar című angol Wikipédia-szócikk ezen változatának fordításán alapul.  Az eredeti cikk szerkesztőit annak laptörténete sorolja fel. Ez a jelzés csupán a megfogalmazás eredetét és a szerzői jogokat jelzi, nem szolgál a cikkben szereplő információk forrásmegjelöléseként.